# Flotila 71 Aeriană
La base della forza aerea romena Baza 71 Aeriană dove è operativa la Flotila 71 Aeriană è situata nelle vicinanze della città di Câmpia Turzii, nel distretto di Cluj. La base fu fondata nel 1953, fu riorganizzata il 1º giugno 2002 secondo il programma di riorganizzazione governativa delle forze armate romene.
Dalla sua fondazione la base è risultata essere la più efficiente con impiego di velivoli ognitempo.
Nel gennaio 2001 la base ha ricevuto la nuova variante del MIG-21 LanceR.
La base è sede delle squadriglie 711, 712 caccia, operanti con MiG-21 LanceRs e delle 713, 714 con elicotteri tipo IAR 330.

## Struttura
- Flotila 71 Aeriană - Câmpia Turzii „General Emanoil Ionescu”
  - Escadrila 711 Aviație Vânătoare - MiG-21 LanceR
  - Escadrilele 713 Elicoptere e Escadrila 714 Elicoptere con IAR 330
  - Escadrilele 715 Aviație Vânâtoare- F-16 Falcon

## Storia
La base aerea Câmpia Turzii militare fu costruita tra il 1952 e il 1953, base dei velivoli sovietici Ilyushin Il-10. Nel 1969 venne creata una forza contraerea. Nel 1980 un reggimento di paracadutisti fu creato. Il 30 giugno 1982, venne assegnata alla base una squadriglia di caccia che nel 1986 divenne il 71°. Nel 1987 divenne pienamente operativa con i MiG-21.
Il 24 gennaio 2001 vennero consegnati ai reparti i primi ammodernati MiG-21 LanceR. Durante il 2004 la Baza 93 Aeriană fu smantellata e i suoi elicotteri rilocati alla 71. La base viene impiegata da sempre per operazioni nazionali ed internazionali in collaborazione con il Governo romeno.

### 2007 Baltic Air Policing

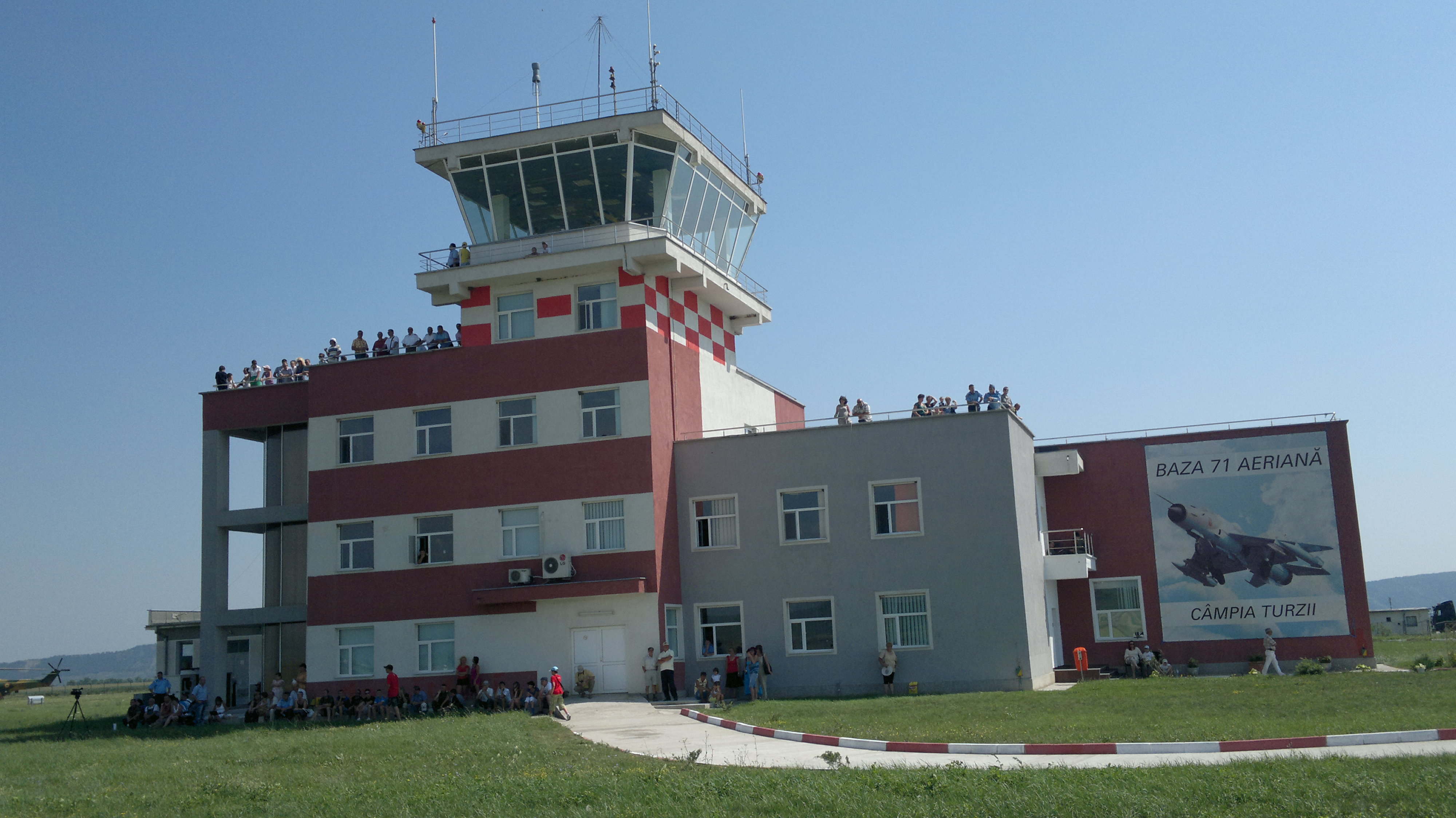
Palazzina con torre di controllo.

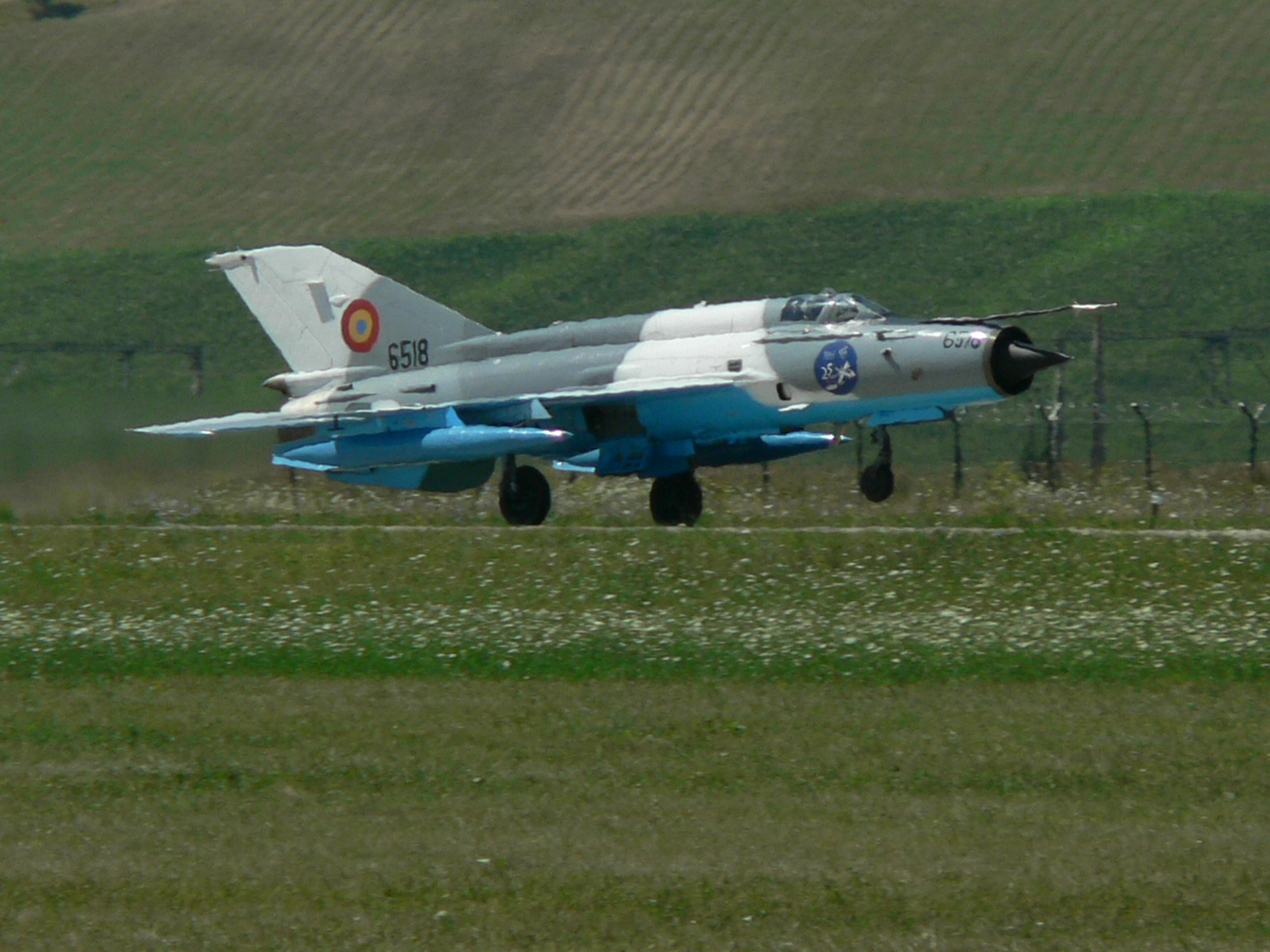
MiG-21 LanceR-C della squadriglia 712 caccia in fase di decollo.

Quattro MiG-21 LanceR C appartenenti alla 71 furono dispiegati nell'agosto 2007 fino al novembre 2007 presso Šiauliai, in Lituania per la Baltic Air Policing. L'impiego romeno sostituì quello francese con Mirage 2000C del Escadron de Chasse 01.012 da Cambrai. Successivamente subentrò la forza aerea portoghese.
Quattro velivoli, 67 militari della squadra assieme ai nove piloti, di cui 63 presso Šiauliai e i rimanenti 4 per il traffico aereo a Kaunas. Il gruppo di uomini della Romania fecero scalpore all'epoca per essere stati i primi dopo anni a operare su suolo lituano con velivoli dell'era sovietica, dopo il primo impiego di velivoli polacchi MiG-29 nel 2006.

### 2008 Bucharest summit
Sei USAF McDonnell Douglas F-15E Strike Eagle furono dispiegati dal 27 marzo al 6 aprile 2008 per assicurare copertura aerea durante il NATO 2008 Bucharest Summit, il 20°, tenuto a Bucarest. I caccia furono assistiti da Boeing KC-135 Stratotankers basati al Budapest Airport in Ungheria.

### Dispiegamento internazionale
Un dislocamento della forza aerea canadese con 4 McDonnell Douglas CF-18 Hornets furono basati alla 71 fino al 26 agosto 2014 per muoversi verso il Sialuliai International Airport per la Baltic Air Policing.
Nel marzo 2015 un gruppo di A-10 dell'U.S. Air Force ebbe base per una esercitazione, la “Dacian Thunder 2015”, tra il 27 marzo e il 2 luglio 2015, con 350 soldati e 12 A-10.

## Galleria d'immagini

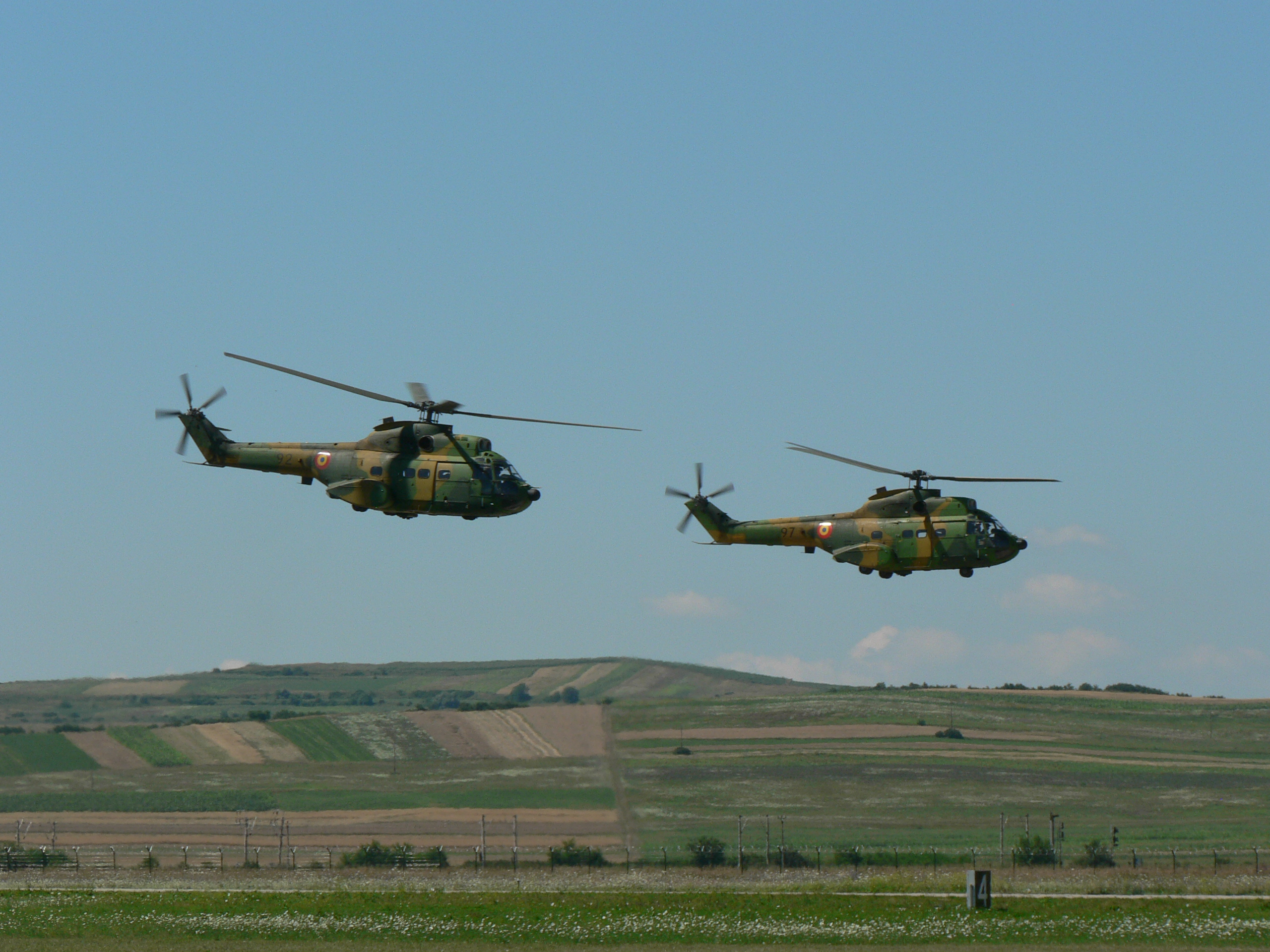
Due IAR 330 Puma della 713 squadriglia.
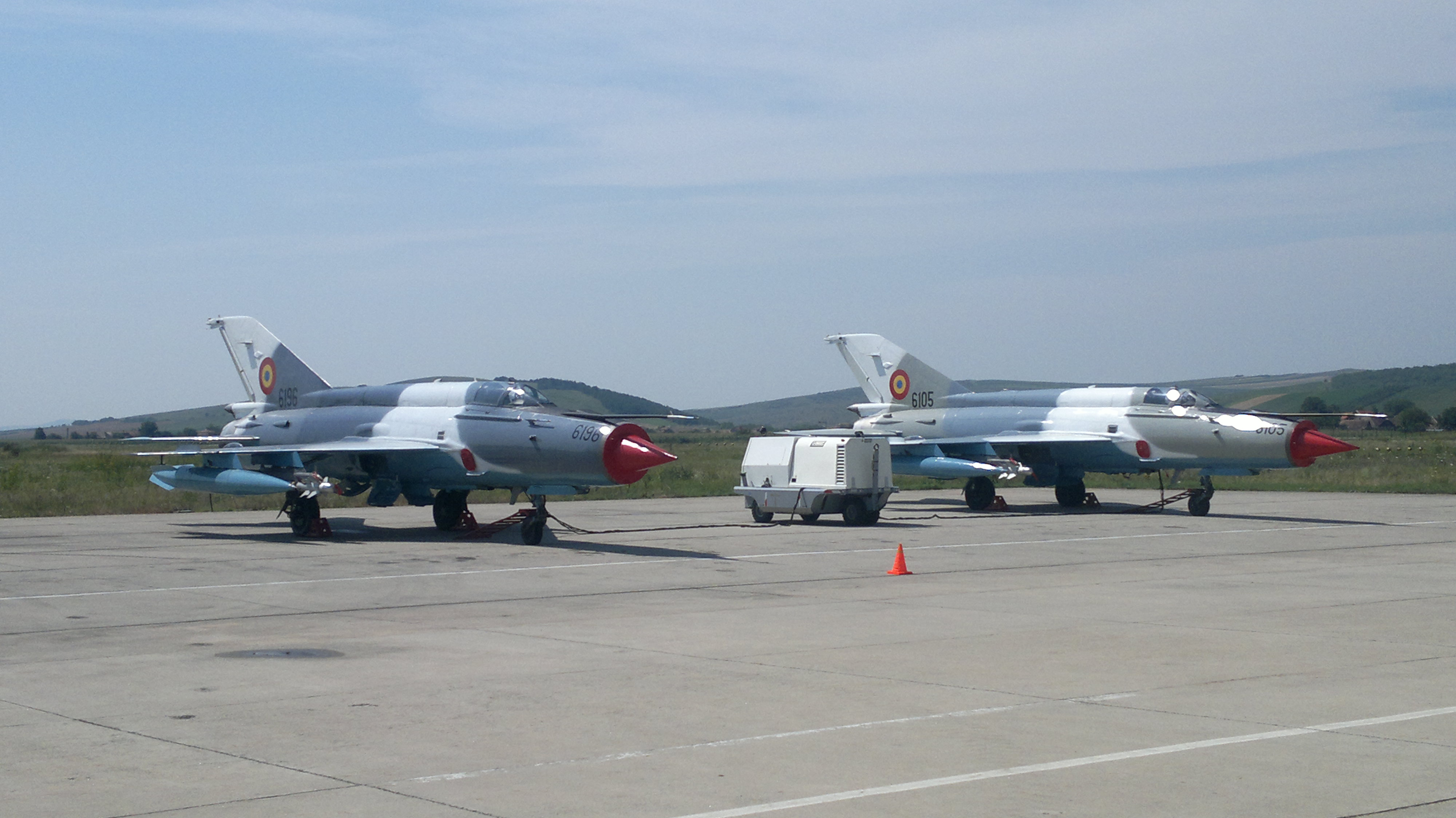
Due MiG-21 LanceR 'C' della 711 squadriglia.
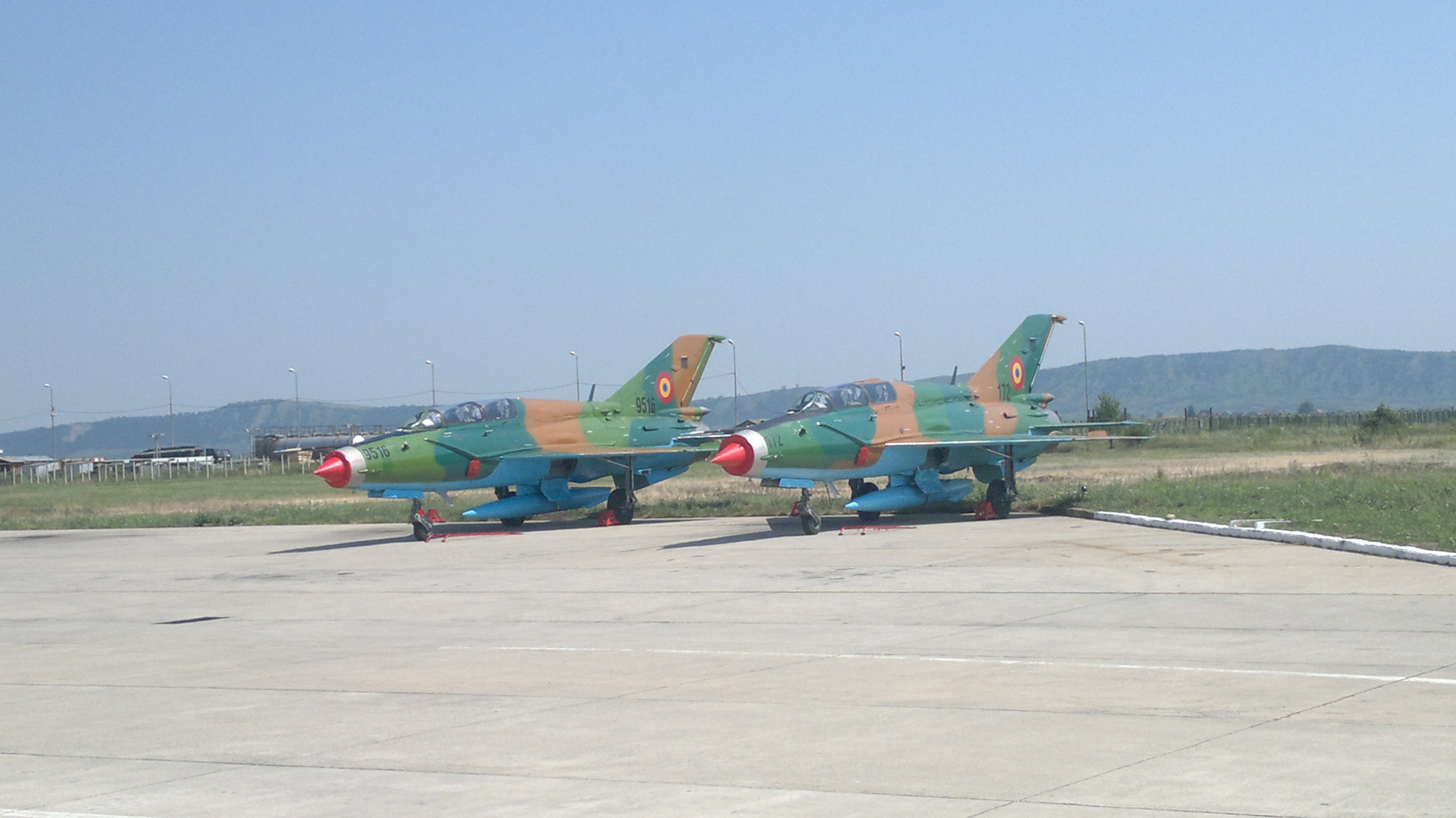
Due MiG-21 LanceR 'B' della 712 squadriglia.
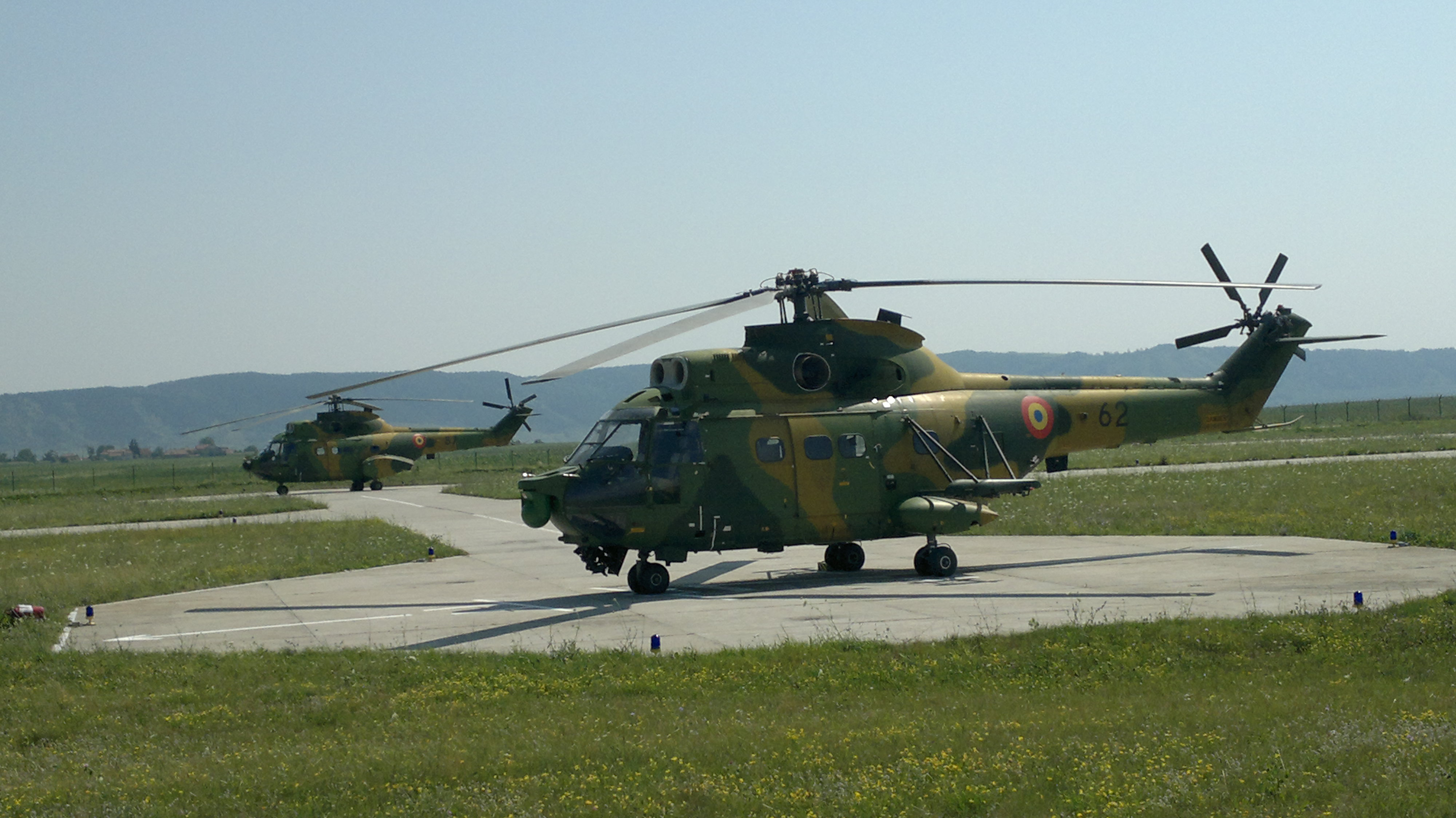
Due IAR 330 Puma SOCAT.
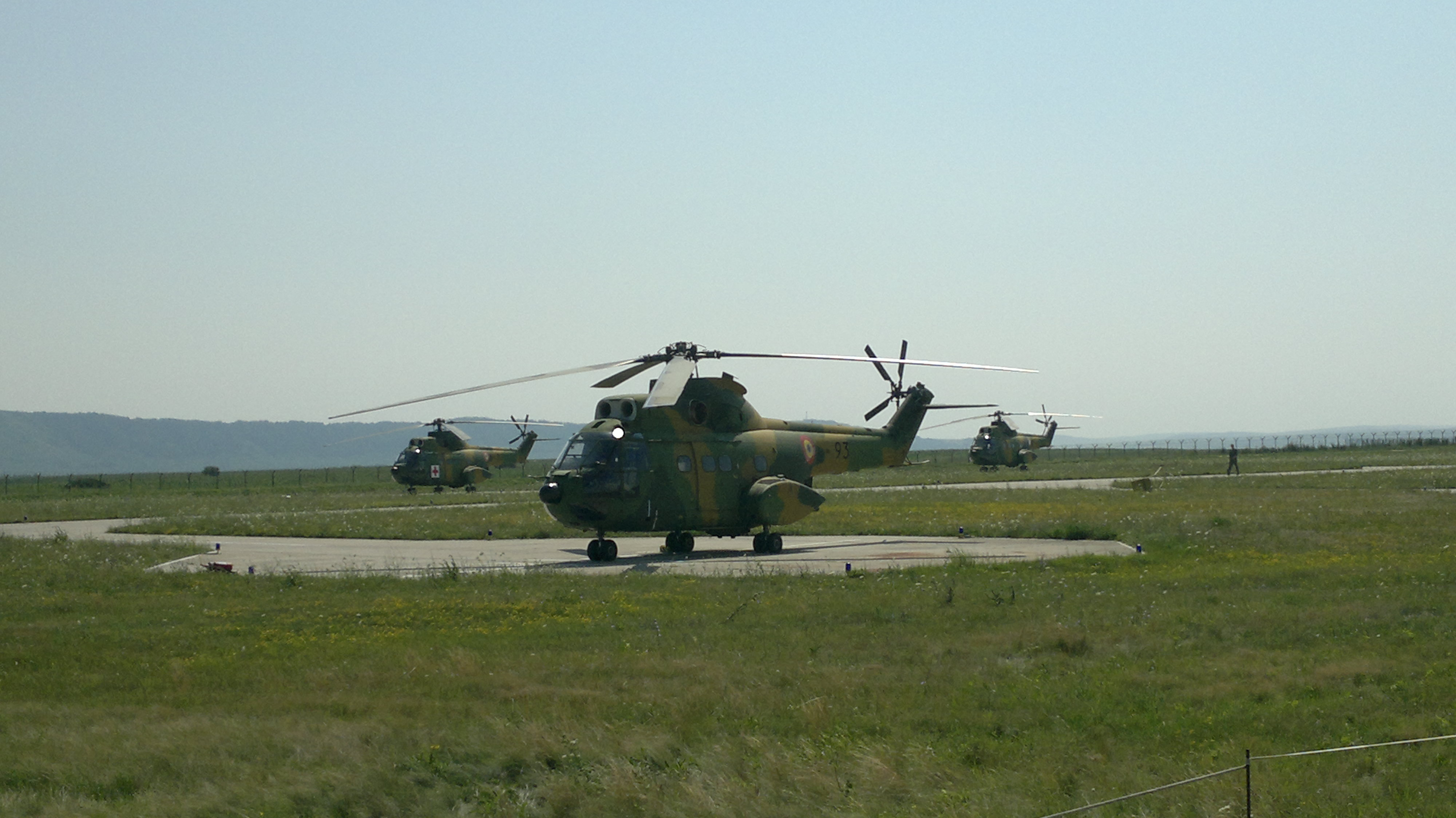
Due IAR 330 e un IAR 330 MEDEVAC.